# Josep Maria Xiró Taltabull

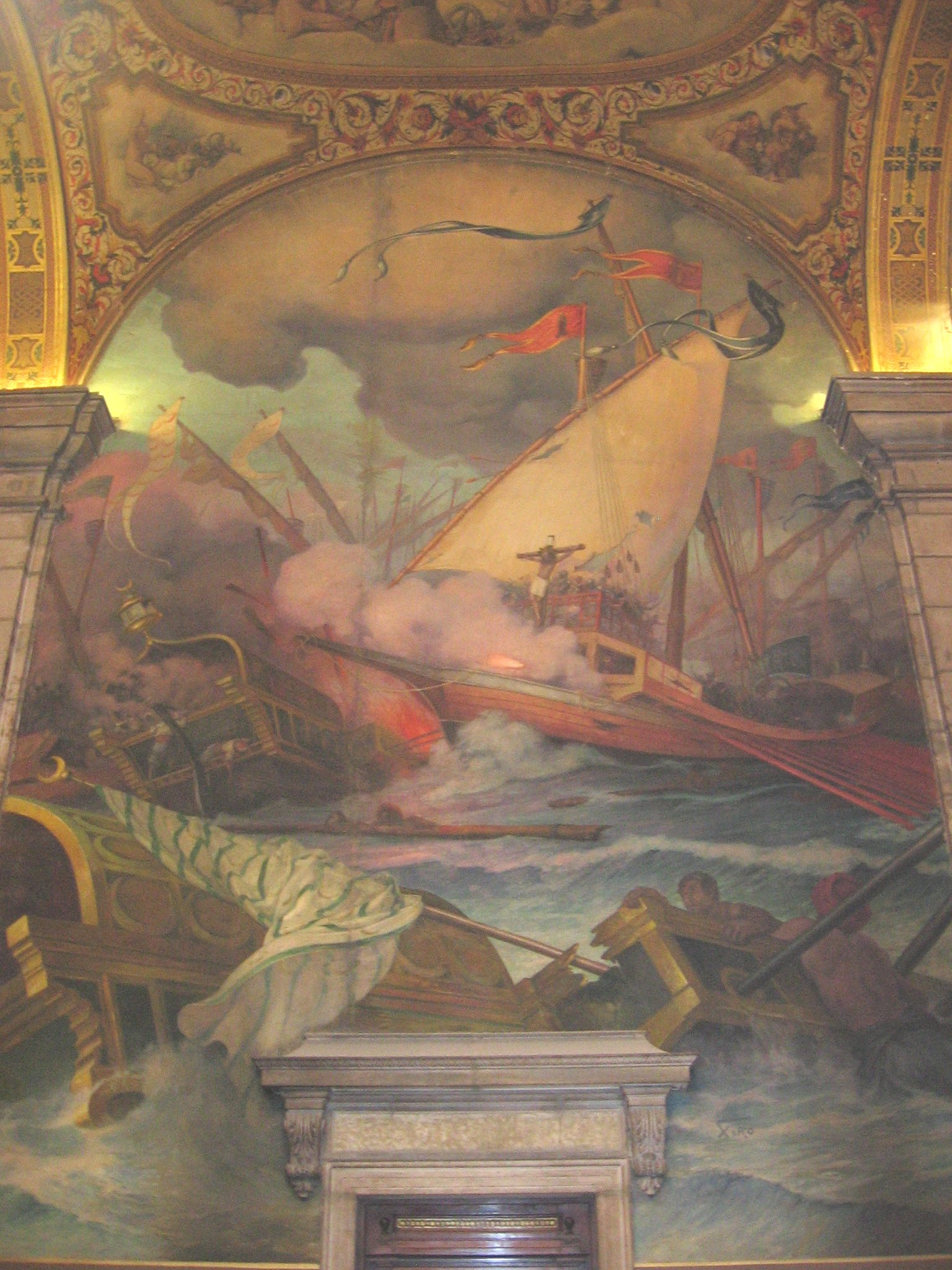
La batalla de Lepanto, salón de San Jorge del palacio de la Generalidad de Cataluña

Josep Maria Xiró Taltabull (Barcelona, 21 de febrero de 1878–18 de junio de 1937) fue un pintor, ilustrador y cartelista español, destacado representante del modernismo catalán dentro de su variante simbolista.

## Biografía
Nació en el seno de una familia de clase acomodada, siendo el mayor de nueve hermanos. Su padre, José Xiró Jordá, era maestro de obras, y su madre, Juanita Taltabull Borrás, oriunda de Mahón y relacionada con la Banca Taltabull. Se formó en la Academia Trías de Barcelona, con el profesor Luis Buxó, y fue asiduo al taller de Modest Urgell. Pudo asistir durante algunos años a la Escuela de la Lonja, donde Urgell daba clases de paisaje, con quien le unió gran amistad, considerándose su discípulo. Compartió taller en sus primeros años de actividad con el pintor Luis Graner en el barrio de Sarriá.
Barcelona fue el centro de actividades del pintor, que realizó carteles y dibujos para publicaciones periódicas como L'Esquella de la Torratxa (1899-1900), El Rector de Vallfogona (1902), El Liberal (1903), Hojas Selectas(1905). Expuso en Olot (1900) y en las oficiales de Bellas Artes (1896, 1898, 1904, 1908, 1911, 1918, 1919), exceptuando su etapa parisina (1908-1918) y su participación en la Exposición Universal de Bruselas (1910), además de las exposiciones nacionales madrileñas (1897, 1901, 1904, 1906, 1908 y 1917). Xiró debutó en 1896 en la III Exposición de Bellas Artes de Barcelona, con la obra Trànsit, basada en un poema de Àngel Guimerà, definidora desde este primer momento del gusto por los temas simbólicos y literarios durante toda su carrera. En estos primeros años sus obras se adscribían a un simbolismo místico, (Trànsit, 1896;  ¡Boyras!, 1898; Qui no pot segar, espigola, 1900; Una herencia, 1901), propios del Círculo Artístico de San Lucas del que era miembro. 
A partir de 1902, cambió esta temática mística de acusado naturalismo heredado de sus maestros para tomar interés por los temas épicos y filosóficos en torno a la condición humana y al destino del hombre (Fantasía Nietzscheana, 1902; La mort del Sol, 1903, expuestas en la Sala Parés de Barcelona; El Destí, 1904; ¡Fiat-Vita!, 1906; o el dibujo wagneriano Siegmund y Sieglinde de la ópera La valquiria , ca. 1899-1900). 
Igualmente se pueden destacar sus ilustraciones para el poemaLa Atlántida de Jacinto Verdaguer (1904-1905), donde su imaginación idealista contribuyó a crear unas viñetas cercanas al sintetismo japonés y unos dibujos de una grandiosidad que denotaban la influencia del simbolismo germánico. También se acercó a épocas pretéritas como al antiguo Egipto, realizando unas composiciones libres y llenas de inventivas en torno a los antiguos mitos egipcios (Nocturn egipci, Etern Funeral y algunos paisajes de menor formato, 1908, Sala Parés), que lo ponen en contacto con otros artistas simbolistas como František Kupka y sus visiones de esfinges monstruosas.
Marchó a París en 1908, donde expuso regularmente hasta 1914 en los Salons des Indépendants (1908, 1909, 1911, 1912, 1913, 1914) y el Des Orientalistes (1914). En París, además de fijar su residencia y realizar carteles, cambió a una temática simbólica más amable, con unas ensoñaciones marinas donde las permutaciones naturalistas evocadas en lienzos como la trilogía La prière des flots, La rêverie des flots y La fête des flots (ca. 1910-1911) lo acercan a los simbolistas germánicos Arnold Böcklin, Franz von Stuck o Max Klinger, en un mundo fantástico lleno de figuras femeninas que emergen de las profundidades marinas, empleando pequeñas pinceladas y consiguiendo unas logradas transparencias en los cielos nublados —uno de los leitmotiv en la pintura de Xiró, muy típicos de la plástica simbolista— y en el mar. 
Con dos de estas obras consiguió la máxima recompensa, una primera medalla en la VI Exposición Internacional de Barcelona, 1911; también obtuvo dos menciones honoríficas en las Nacionales de Madrid (1897 y 1904) y de Barcelona (1896). A su vuelta de París, presentó a las Exposiciones de Madrid (1917) y Barcelona (1918, 1919) dos obras de claro estilo épico y de un simbolismo trasnochado: Cor i Ales y A la Victoria de Samotracia (MNAC). Después de estas obras, se dedicó exclusivamente a pintar paisajes de Francia (Parc Monceau, Pavillon de la Musique de Versailles, Saint-Sauveur, alto Pirineo), de Tosa de Mar y Gerona, que expuso en la individual de 1930 que le organizó la Sala Busquets de Barcelona, suponiendo el definitivo adiós a su carrera. 
También obtuvo varios encargos oficiales de pintura mural como La batalla de Lepanto, del Salón de San Jorge del palacio de la Generalidad de Cataluña (ca. 1926-1927); Episodio de la Guerra de la Independencia, en el Museo de la Sociedad Económica Barcelonesa de Amigos del País; o El Carro de Apolo, en el Palacio Nacional de Montjuïc (1929). 
Aproximadamente desde 1931 hasta la fecha de su muerte (1938), no se le conoce actividad pictórica, debido a una prolongada enfermedad degenerativa que lo apartó de toda actividad.

## Obras
- Trànsit, 1896
- ¡Boyras!, 1898
- Siegmund y Sieglinde (La Walkyria), ca. 1899-1900
- Qui no pot segar, espigola, 1900
- Cartel Barral Hermanos, 1900
- Una herencia, 1901
- Fantasía Nietzscheana, 1902
- Mortuori de Bartomeu Robert, 1902
- La mort del sol, 1903
- La Industria, 1903
- El Destí, 1904
- Ilustraciones L´Atlàntida (1904-1905)
- Americana, 1905
- ¡Fiat Vita!, 1906
- La Robustesa destruint lo germen del Mal, 1906
- Alegoría del Dant, 1906
- Nocturn Egipci, 1908
- Etern Funeral, 1908
- La prière des flots, 1910
- Héro et Leandre, 1910
- La rêverie des flots, 1911
- La fête des flots, 1911
- Le réveil, 1912
- Le gage, 1912
- Marine (Espagne), 1913
- Paysage (Parc Monceau), 1913
- Pavillon de la Musique (Versailles)¸ 1914
- A la Victoria de Samotracia, 1914
- Orfeo, 1915
- Cor i Ales, 1919
- Le gage, 1925
- Marina, 1926
- La batalla de Lepanto, Salón de San Jorge del Palacio de la Generalidad, Barcelona, ca. 1926-1927
- El Carro de Apolo, Palacio Nacional de Montjuïc, 1929
- Episodio de la Guerra de la Independencia, Museo de la Sociedad Económica Barcelonesa de Amigos del País, s/f
- Les Viscos (Altos Pirineos), 1930
- Argelés (Altos Pirineos), 1930
- Camino de Gavarnie (Altos Pirineos), 1930
- Circo de Gavarnie (Altos Pirineos), 1930
- Torre Gironella (Gerona), 1930
- La Catedral vista desde San Daniel (Gerona), 1930
- Plaça de la Catedral, (Gerona), 1930
- La muralla amb la Catedral (Gerona), 1930
- Cala El Codolar (Tosa de Mar, Gerona), s/f
- Anuncio de la Hispano Suiza, s/f